# Jeremy Greenstock

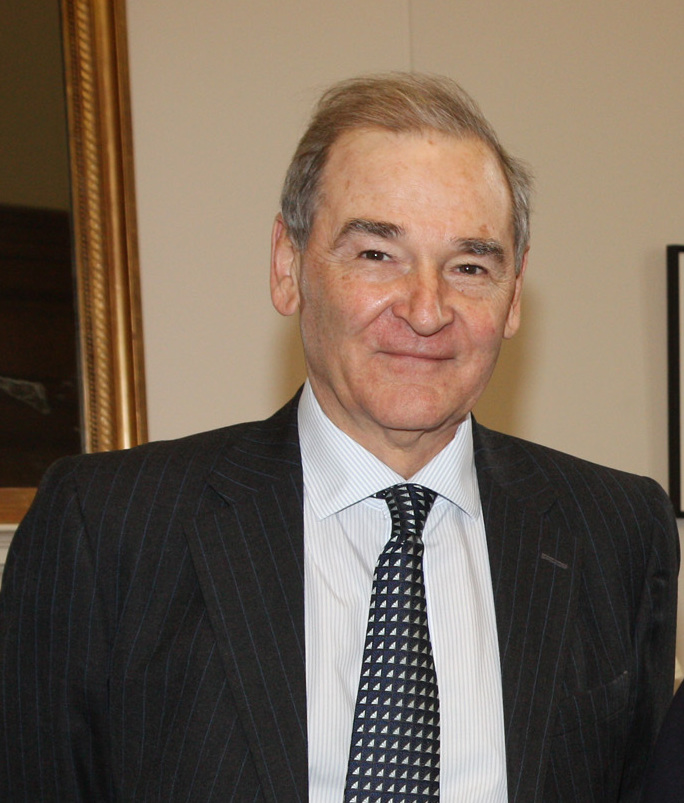
Sir Jeremy Greenstock (2013)

Sir Jeremy Quentin Greenstock, GCMG (* 27. Juli 1943 in Harrow on the Hill, heute: London Borough of Harrow, London) ist ein britischer Diplomat und Regierungsbeamter, der unter anderem zwischen 1998 und 2003 Ständiger Vertreter des Vereinigten Königreichs bei den Vereinten Nationen war. Er fungierte ferner von 2007 bis 2019 als King of Arms of the Order of St Michael and St George und damit als Herold dieses Ordens. Er ist zudem seit 2010 Gründungsvorsitzender des geostrategischen Beratungsunternehmens Gatehouse Advisory Partners Ltd.

## Leben
Jeremy Quentin Greenstock, Sohn von John Wilfred Greenstock und Ruth Margaret Logan, besuchte die renommierte 1572 gegründete Harrow School und absolvierte daraufhin als sogenannter „Old Harrovian“ ein Studium am Worcester College der University of Oxford. Danach war er zwischen 1966 und 1969 als Lehrer (Assistant Master) an der 1440 gegründeten Eton School tätig. 1969 trat er in den diplomatischen Dienst (His Majesty’s Diplomatic Service) ein und fand in den folgenden Jahren zahlreiche Verwendungen an Auslandsvertretungen sowie im Ministerium für Auswärtiges und Angelegenheiten des Commonwealth of Nations FCO (Foreign and Commonwealth Office). Er war zwischen 1983 und 1987 Botschaftsrat für Handelsangelegenheiten an der Botschaft in Saudi-Arabien sowie im Anschluss von 1987 bis 1990 Botschaftsrat und Kanzler der Botschaft in Frankreich. Danach übernahm er 1990 im Ministerium für Auswärtiges und Angelegenheiten des Commonwealth das Amt als Leiter der Unterabteilung Westeuropa und als stellvertretender Leiter der Politischen Abteilung (Assistant Under-Secretary for Foreign and Commonwealth Affairs (Western Europe and Deputy Political Director)) und hatte diese bis 1994 inne. Für seine Verdienste wurde er 1991 zum Companion des Order of St Michael and St George (CMG) ernannt und war zwischen 1994 und 1995 Gesandter an der Botschaft in den Vereinigten Staaten von Amerika.
1995 kehrte er abermals ins Ministerium für Auswärtiges und Angelegenheiten des Commonwealth und war dort zunächst bis 1996 Leiter der Abteilung Mittlerer Osten und Osteuropa (Deputy Under-Secretary for Foreign and Commonwealth Affairs (Middle East and Eastern Europe)) sowie im Anschluss zwischen 1996 und 1998 Leiter der Politischen Abteilung (Deputy Under-Secretary for Foreign and Commonwealth Affairs and Political Director) 1998 wurde er für seine Verdienste als Knight Commander des Order of St Michael and St George (KCMG) geadelt, so dass er fortan das Prädikat „Sir“ führte. Danach wurde er 1998 Ständiger Vertreter des Vereinigten Königreichs bei den Vereinten Nationen und trat dort die Nachfolge von Sir John Weston.  Er verblieb auf diesem Posten bis 2003 und wurde im Anschluss von Sir Emyr Jones Parry abgelöst. Für seine langjährigen Verdienste wurde er 2003 zum Knight Grand Cross des Order of St Michael and St George (GCMG) erhoben. Im Anschluss war er zwischen September 2003 und März 2004 Sondergesandter im Irak, wo er im Rahmen der Koalitions-Übergangsverwaltung mit Paul Bremer zusammenarbeitete.

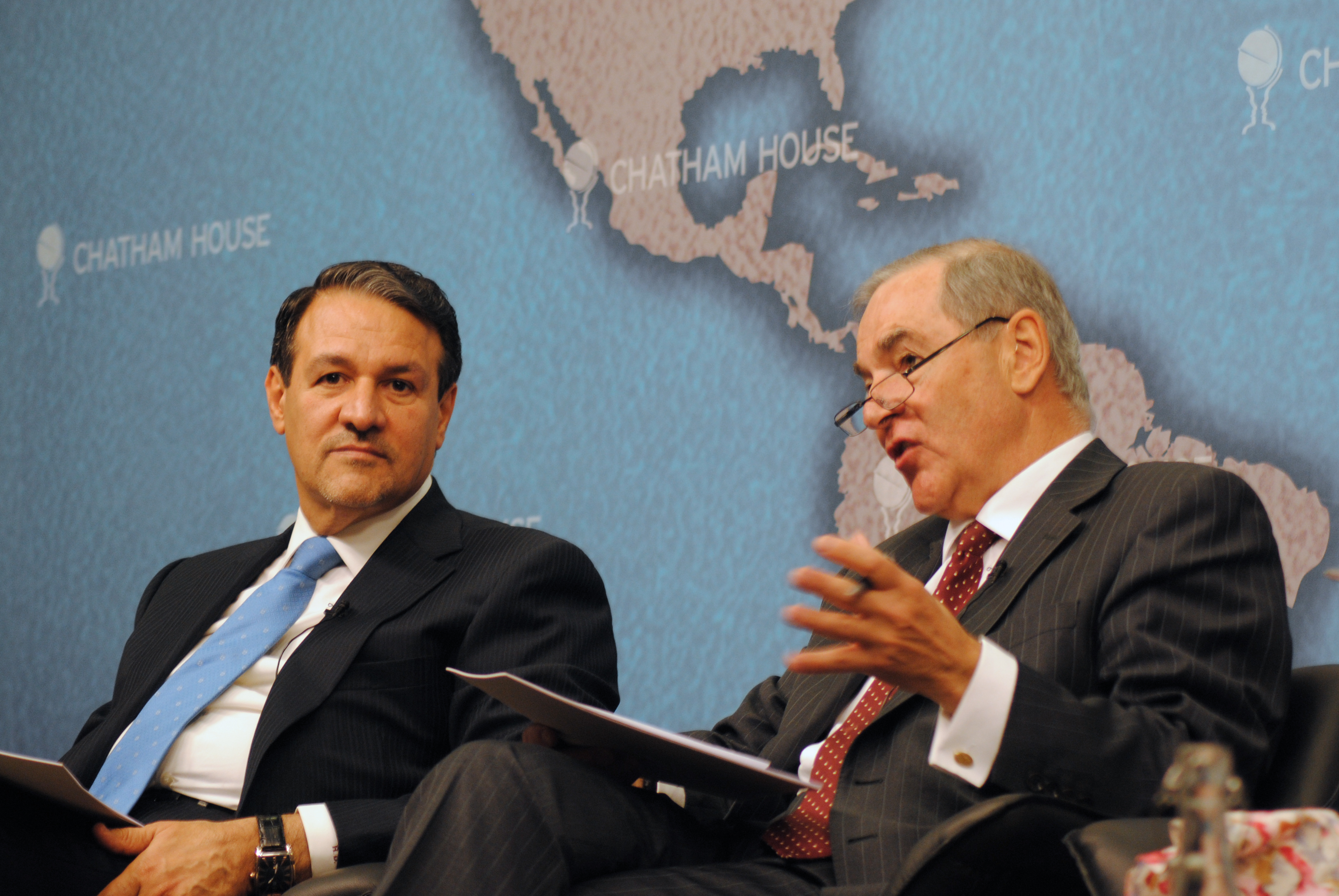
Sir Jeremy Greenstock (rechts) bei einer Konferenz in der Denkfabrik Chatham House (2012)

Nach seinem darauffolgenden Ausscheiden aus dem diplomatischen Dienst war Sir Jeremy Greenstock von 2004 bis August 2010 Direktor der Ditchley Foundation sowie zugleich zwischen Juli 2004 und Juni 2010 Sonderberater des Mineralölunternehmens BP. Er fungierte ferner als Nachfolger von Ewen Fergusson von 2007 bis zu seiner Ablösung durch Catherine Margaret Ashton, Baroness Ashton of Upholland 2019 als King of Arms of the Order of St Michael and St George und damit als Herold dieses Ordens.
Seit 2010 ist er Gründungsvorsitzender des geostrategischen Beratungsunternehmens Gatehouse Advisory Partners Ltd, das er mit seinem Sohn Nick Greenstock und Sir David Manning gründete. Daneben ist er als Berater des International Rescue Committee (IRC) sowie als Direktor von De La Rue tätig, des weltweit größten nichtstaatlichen Herstellers von Banknoten.
Aus seiner Ehe mit Anne Derryn Ashford Hodges gingen zwei Töchter und ein Sohn hervor.

## Veröffentlichung
- Iraq. The cost of war, William Heinemann, London 2016.